# Brabantczyk

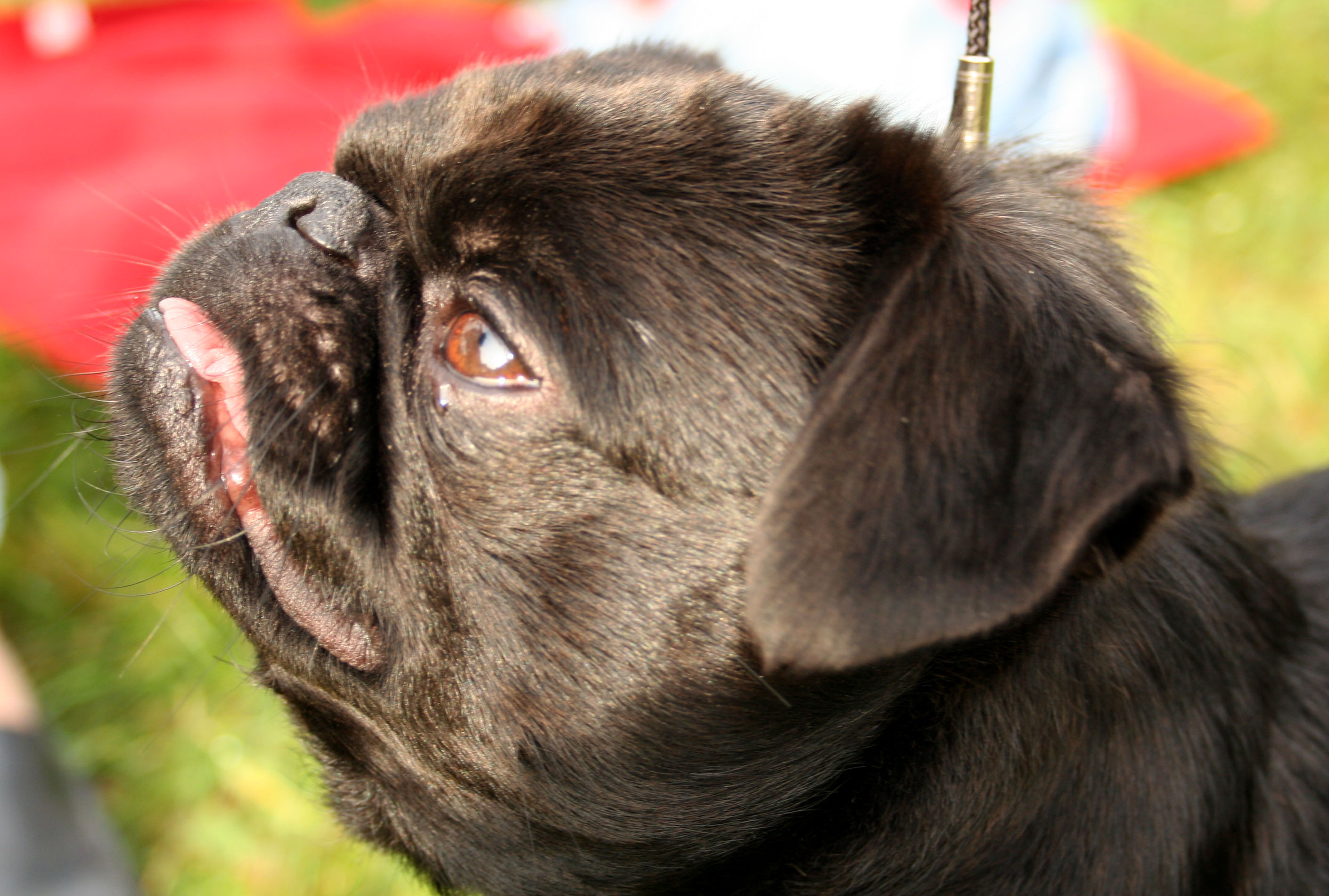
Brabantczyk o czarnym umaszczeniu

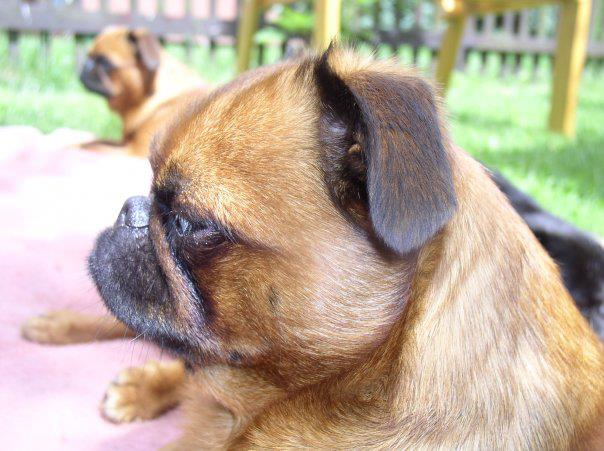
Profil głowy brabantczyka

Brabantczyk – rasa psów należąca do grupy psów do towarzystwa, zaklasyfikowana do sekcji małych psów belgijskich. Znajduje się w podsekcji brabantczyków. Typ dogowaty. Według FCI nie podlega próbom pracy.

## Rys historyczny
Trzy rasy: gryfonik brukselski, gryfonik belgijski i brabantczyk pochodzą od małego szorstkowłosego psa „Smousje” z okolic Brukseli.
W XIX wieku poprzez krzyżówkę z Ruby King Charles Spanielem i mopsem uzyskano krótką czarną sierść i poprawiono typ rasy. Małe, bardzo czujne psy tych ras hodowane były, aby chronić wozy i stajnie przed inwazją gryzoni.
W 1883 pierwsze gryfoniki zostały zarejestrowane w Belgijskiej Księdze Rodowodowej. Były to psy (L. O. S. H. nr 163) i Foxine (L. O. S. H. nr 164).
Po roku 1900 stały się bardzo popularne, razem z innymi rasami, dzięki królewskiemu zainteresowaniu okazywanemu im przez królową belgijską Marie-Henriette. Wiele okazów zostało wyeksportowanych za granicę i pomogło w rozwoju i spopularyzowaniu tej rasy.

## Wygląd

### Budowa
Mały, zgrabny o zwartej budowie ciała. Ogon wysoko osadzony. Głowa o dobrze wysklepionej mózgoczaszce. Szczęka wysunięta do przodu, jednak zęby nie mogą być widoczne. Duże oczy. Nos czarny, osadzony na linii oczu.

### Szata i umaszczenie
Sierść jest zawsze krótka a umaszczenie czarne podpalane, brunatne lub rude i czarne.

## Użytkowość
Współcześnie jest przede wszystkim psem towarzyszącym.

## Popularność
W Polsce rasa rzadko spotykana. W Anglii, Skandynawii oraz Ameryce Północnej rasa od początku powstania cieszy się sporym zainteresowaniem.